# Dance with Me, Henry
Dance with Me, Henry es una película de comedia estadounidense de 1956 dirigida por Charles Barton y protagonizada por Abbott y Costello y Gigi Perreau. Es la última película que Abbott y Costello protagonizaron juntos, aunque Costello protagonizó una película más antes de su muerte, The 30 Foot Bride of Candy Rock.

## Argumento
Lou Henry es el propietario de Kiddyland, un parque de atracciones, y Bud Flick es su amigo y socio. Juntos comparten una casa con dos niños huérfanos, Duffer y Shelly. Una trabajadora social, la señorita Mayberry, no cree que su hogar sea un entorno adecuado para los niños e intenta sacarlos. Una de las razones es que Bud es un jugador y le debe 10 000 dólares a Big Frank, quien le ofrece olvidar la deuda si Bud acepta ayudar a lavar 200.000 dólares que Big Frank tomó de un banco de Chicago. Bud acepta reunirse con el hombre de Big Frank, Mushie, en Kiddyland para recoger el dinero y un boleto de avión. Sin embargo, Lou le informa al fiscal de distrito Proctor sobre el plan y éste llega a Kiddyland durante la reunión de Bud y Mushie. Mushie ve al fiscal y esconde el dinero justo antes de asesinar a Proctor e incriminar a Lou por ello. La señorita Mayberry usa el arresto de Lou como excusa para sacar a los niños de su casa.
Bud le informa a Mushie que sabe que realmente mató a Proctor, y Mushie amenaza con matarlo. Sin embargo, Big Frank y Dutch matan a Mushie. Secuestran a Bud y le exigen que les diga dónde está escondido el dinero. Mientras tanto, Lou es liberado por la policía, que cree que los conducirá hasta Bud. Luego, Dutch secuestra a Lou y lo lleva a su escondite, donde también se encuentra retenido Bud. Bud miente y le dice a Big Frank que sabe dónde está el dinero y todos se dirigen a Kiddyland, con la policía siguiéndolos en cada paso del camino. Luego, Bud engaña a Big Frank para que confiese todo mientras están dentro de la cabina de grabación del parque, después de lo cual Lou toma la grabación y escapa al parque. Shelly y Duffer también escaparon de la señorita Mayberry y ahora están dentro del parque jugando cuando ven que Lou está siendo perseguido. Regresan al orfanato para recibir ayuda de los otros niños y todos regresan a Kiddyland. Los niños luego causan estragos en el parque, frustrando a los gánsteres a cada paso. La policía los captura y el dinero de la recompensa que reciben Bud y Lou es donado al orfanato. La señorita Mayberry, al ver que Lou es un buen modelo a seguir, le devuelve la custodia de los huérfanos.

## Reparto

### Principal
- Bud Abbott como Bud Flick.
- Lou Costello como Lou Henry.
- Gigi Perreau como Shelley.
  - Marni Nixon como Shelley (voz cantante).
- Rusty Hamer como Duffer.
- Mary Wickes como la señorita Mayberry.

### Secundario
- Ted de Corsia como Big Frank.
- Ron Hargrave como Ernie, el ukeleleista.
- Frank Wilcox como el padre Mullahy
- Sherry Alberoni como Bootsie.
- Eddie Marr como Garvey.
- Richard Reeves como Mushie.
- Robert Shayne como Proctor.
- Walter Reed como Drake.
- Paul Sorensen como Dutch.

### Sin acreditar
- Robert Bice como policía.
- John Cliff como Knucks.
- Phil Garris como Mickey.
- Jess Kirkpatrick como policía.
- David McMahon como Savoldi.
- Gilman Rankin como McKay.
- Rod Williams como conserje.

## Producción
Dance with Me, Henry se filmó del 23 de mayo al 22 de junio de 1956. Fue el largometraje número 36 de Abbott y Costello y el primero después de que Universal Pictures los abandonara en 1955 tras la finalización de Abbott y Costello Meet the Mummy. El productor de cine independiente Bob Goldstein contrató al dúo para esta película, que se estrenó a través de United Artists. Resultó ser la última película que Abbott y Costello hicieron juntos como equipo, ya que terminaron su asociación en julio de 1957. El título de la película fue tomado de la canción de Etta James de 1955 «The Wallflower (Dance with Me, Henry)», aunque la trama de la película no tiene nada que ver con la canción.
Un pequeño papel en la película le correspondió a Sherry Allen, la Mouseketeer «recién liberada de contrato» a quien Lou Costello le aconsejó que volviera a utilizar (profesionalmente) su verdadero apellido, «Alberoni». Ella siguió su consejo y desde entonces se la conoce profesionalmente por su nombre de nacimiento.

## Lanzamiento
Dance with Me, Henry recibió críticas mixtas cuando se estrenó en cines en diciembre de 1956. A. H. Weiler, al reseñar la película para The New York Times, se quejó: «está perfectamente claro que cualquier intento de dar dimensión dramática a la simple y atroz fantasía que se espera de una aventura de Abbott y Costello puede estar plagado de posibilidades de un fuerte arepentimiento». El New York Herald Tribune fue más conciliador y señaló que «esta vez, el equipo es más tranquilo» mientras elogiaba a Costello por evitar la comedia física y «desarrollarse en la línea de un personaje chaplinesco».

## Medios domésticos
Dance with Me, Henry fue lanzado en DVD en junio de 2005 por MGM Entertainment. Se lanzó por segunda vez en DVD, así como en Blu-ray, el 21 de junio de 2015.

## Lectura adicional
- Cox, Stephen; Lofflin, John (1997). The Abbott and Costello Story. Cumberland House Publishing.